# 考奇·卡尔霍恩
戴维·“考奇”卡尔霍恩（英語：David "Corky" Calhoun，1950年11月1日—），美国NBA联盟的前职业篮球运动员。他在1972年的NBA选秀中第1轮第4顺位被菲尼克斯太阳选中。